# Port lotniczy Park Narodowy Hwange
Port lotniczy Park Narodowy Hwange (IATA: HWN, ICAO: FVWN) – port lotniczy obsługujący Park Narodowy Hwange i miasto Hwange w Zimbabwe.

## Linie lotnicze i połączenia
| Linia Lotnicza   | Kierunek          |
| ---------------- | ----------------- |
| Fastjet Zimbabwe | 1. Victoria Falls |